# Tarachodella monticola
Tarachodella monticola es una especie de mantis de la familia Tarachodidae.

## Distribución geográfica
Se encuentra en Ghana, Camerún y el Congo.